# Noctulodes porpara
Noctulodes porpara är en fjärilsart som beskrevs av William Schaus 1937. Noctulodes porpara ingår i släktet Noctulodes och familjen tandspinnare. Inga underarter finns listade i Catalogue of Life.